# L'Abîme au-delà des rêves
 L'Abîme au-delà des rêves (titre original : The Abyss Beyond Dreams) est le premier tome de la série Les Naufragés du Commonwealth de Peter F. Hamilton. Ce roman est à la fois, une préquelle et une suite de la série La Trilogie du Vide. 
Si le début du roman est du pur space opera, la plus grande partie se passe sur la planète Bienvenido, dans un monde à l'ambiance typiquement steampunk.

## Principaux personnages

### Personnages du Commonwealth
- Laura Brandt, physicienne, membre mineur de la dynastie Brandt. Non mentionnée dans les autres ouvrages de l'univers du Commonwealth à part dans une nuit sans étoiles, car elle ne joue un rôle important que dans ce roman.
- Paula Myo, inspectrice principale du Conseil Intersolaire des Crimes Graves depuis plus de 1000 ans, elle travaille directement pour l'ANA. Rôle majeur dans tous les romans de l'univers du Commonwealth.
- Nigel Sheldon, co-inventeur de la technologie des trous de vers, patriarche de la dynastie Sheldon depuis plus de 1200 ans, probablement l'homme le plus riche et l'un des plus puissants. Rôle majeur aussi comme Paula Myo, sauf pour la trilogie du vide où il est juste cité.

### Personnages de Bienvenido
- Slvasta, lieutenant originaire de Cham, engagé dans la lutte contre les Fallers.
- Bethaneve, fonctionnaire au bureau des impots de Varlan, leader révolutionnaire.
- Coulan, étudiant à l'origine inconnue, leader revolutionnaire et ancien amant de Bethaneve
- Javier, militant révolutionnaire, amant de Coulan
- Kysandra, jeune fille ruinée d'un propriétaire terrien disparu, vraisemblablement tué par les fallers,

## Autres personnages
- l'ANA, (Activité Neurale Avancé) dirige les Mondes Centraux, cette entité post-humaine stocke les personnalités de tous les humains qui ont choisi d'y entrer.
- Inigo, prophète du Rêve Vivant, diffuse dans le Champs Gaia, les événements de la vie d'Edeard à Makkathran dans le vide.

## Entités extraterrestres
- Le Vide, est un gigantesque espace occupant le centre de la Galaxie, les lois de la physique y sont différentes.
- Les Seigneurs du Ciel, sont des énigmatiques entités spatiales, qui sillonnent le Vide, capables de communication mentale.
- Les Raiel, civilisation technologiquement plus avancée que les humains se vouent à combattre l'expansion du Vide.
- La Forêt est une mystérieuse distorsion quantique dans le vide qui envoie des œufs sur Bienvenido
- Les Fallers, prédateurs issus des œufs envoyés par la Forêt, sévissent sur Bienvenido.

## Résumé
Du fait des distorsions temporelles du Vide, le roman se déroule sur différentes époques et des deux côtés Vide.
- Un temps incertain après 3126, les vaisseaux de la dynastie Brandt, partis coloniser la galaxie, se retrouvent piégés à l'intérieur du Vide. Une équipe de scientifiques, dont fait partie Laura Brandt est sortie de suspension de l'un des vaisseaux, le Vermillon, pour aller explorer une mystérieuse forêt spatiale.
- En 3326, Paula Myo et  Nigel Sheldon, à la demande des Raiel partent à Makkathran2, sur Ellezelin, dans les Mondes Extérieurs, pour comprendre le mystère des rêves d'Inigo.
- Plus de deux mille ans après l'atterrissage du Vermillon sur Bienvenido, les descendants des passagers ont créé une société pré-industrielle où règnent la corruption, les inégalités sociales, une aristocratie décadente et la terreur suscitée par les Fallers.